# Römische Wasserleitungen in Hürth
Die Römischen Wasserleitungen in Hürth waren die Vorgängerleitungen der später erbauten Eifelwasserleitung. Sie erfassten Quellen der Hürther Bäche, die zuvor im Rheinschotter versickerten und machten sie der Wasserversorgung der ubischen/römischen Vorgängersiedlungen der Stadt Köln nutzbar, dem Oppidum Ubiorum (etwa 19 vor Christus) und der späteren Colonia Claudia Ara Agrippinensium (ab 50 nach Christi Geburt), die somit römische Standards erreichte. Es gab vier Leitungen, die in der Nähe der Burg Hermülheim zusammengeführt wurden und dann entlang der heutigen Berrenrather Straße nach Köln geleitet wurden. Fundstellen und ausgestellte Teile stehen unter Denkmalschutz.

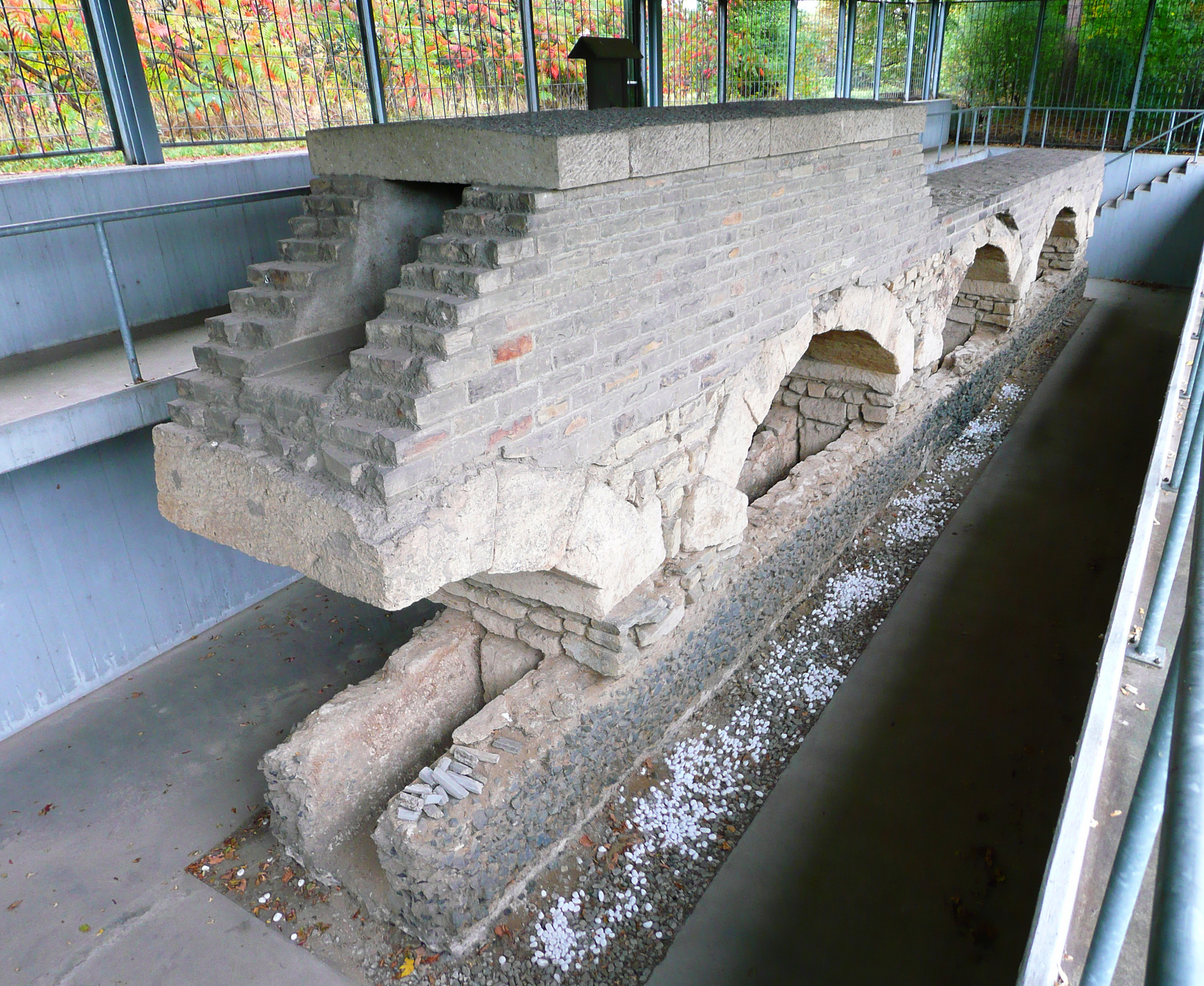
Alte und Neue Leitung (Hochbau darüber z. T. Rekonstruktion) in Hermülheim

## (Alt-)Hürther Leitung

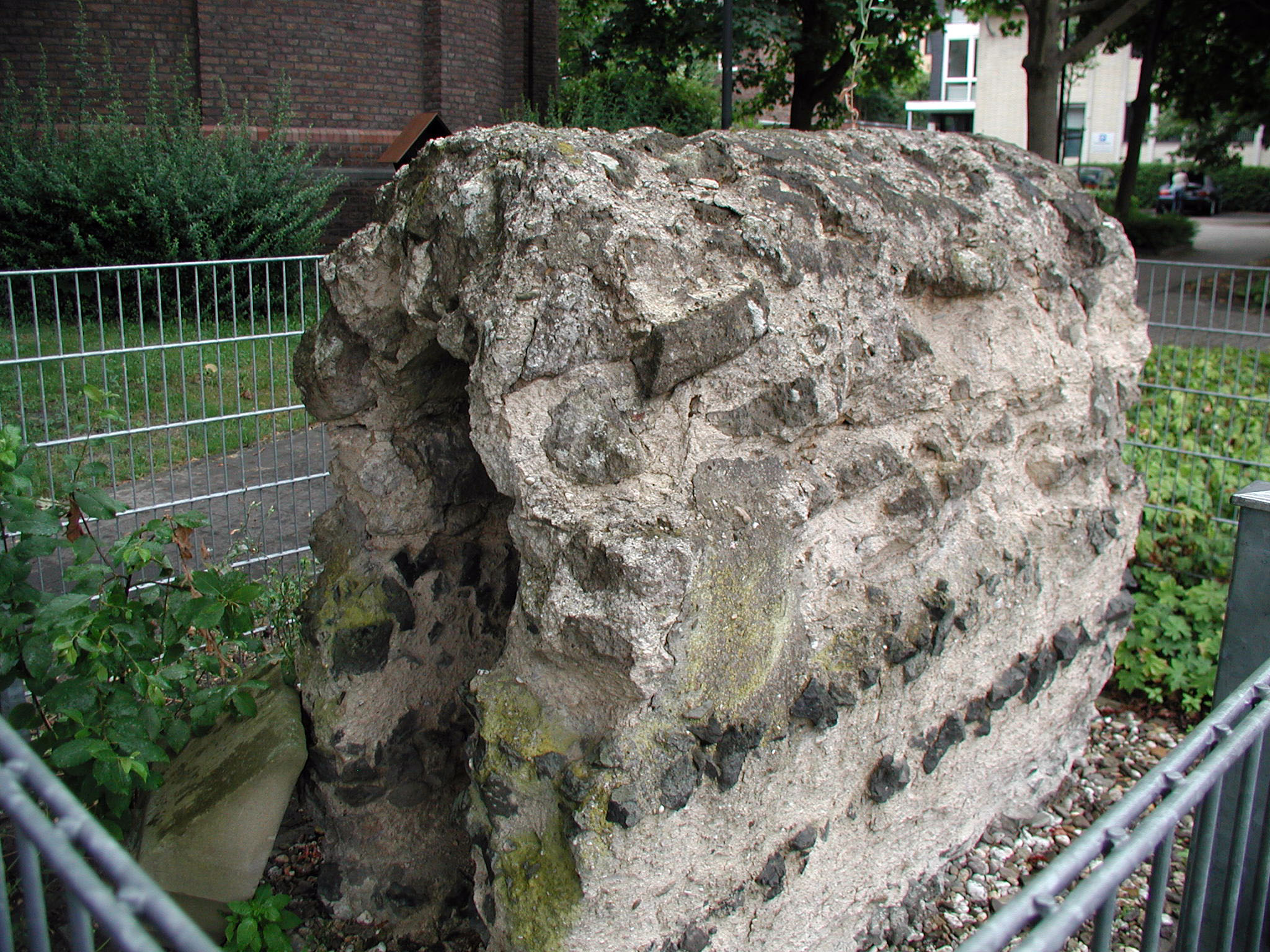
Römerleitung, Fundort Kreuzstraße

Die wichtigste und älteste Leitung war die, die das Quellgebiet des Duffesbachs erschloss. Nach römischen Münzfunden von drei As (Augustus, Tiberius und Caligula) am Absetzbecken der Leitung an der Stadtgrenze Efferen/Köln (Quell- oder Bauopfer in den Fundamenten), die als Baudatum für die erste Leitung etwa ab 30 n. Chr. annehmen lassen. Das Quellgebiet, dessen Fassungen nicht archäologisch nachgewiesen werden konnten, lag etwa 800 Meter nordwestlich von Knapsack im Bereich Kraftwerk Goldenberg/Chemiepark Knapsack. Die Leitung wurde dann eingegraben am linken Bachufer entlang quer über die heutige Mühlenstraße, Schlangenpfad, Weierstraße (sic), Am Römerkanal entlanggeführt, um dann in Tieflage über den Sporn von der Kreuzstraße aus mit wenig Gefälle das Gebiet an der Burg zu erreichen. Vom letzten Abschnitt hat man noch nichts gefunden, auch nicht beim Bau des Rat- und Bürgerhauses, das in der vermuteten Fluchtlinie liegt. Teilstücke wurden am Schlangenpfad und (1938) am Römerkanal und an der Kreuzstraße bei Bauarbeiten freigelegt. Bei dem 30 m langen Abschnitt in der Böschung der ehemaligen Villebahn an der Kreuzstraße wurde ein rechteckiger Einstiegsschacht freigelegt, der aus Tuffsteinplatten bestand und mit einer Tuffsteinplatte abgedeckt war. Er wurde an der Luxemburger Straße aufgestellt und im Krieg zerstört. Die Leitung hatte hier eine lichte Höhe von 1,07 cm und eine Breite am Boden von 33 und oben von 44 cm. Änderungen von Maßen und Materialien im Bereich der Hürther Leitung lassen auf einen Ausbau und eine Kapazitätserweiterung schließen. Die Erschließungsstraße wurde nach Abschluss der Grabungen nach dem Kanal benannt. 1952 fand man ein weiteres Teilstück an der Kreuzstraße, das eine Bodenvertiefung für einen 5 cm dicken Pfahl aufwies, der offensichtlich für eine Gefällemessung beim Bau gedient hatte. Waldemar Haberey untersuchte den weiteren Verlauf der Leitung ab der Kreuzstraße und konnte durch Suchgrabungen etwa 2,5 km Leitung auf dem Kummet und im Hürther Tälchen nachweisen. Das Gefälle der Leitung war zu Beginn und zum Abstieg zum Burgbereich stärker, beim Bergsporn und in der Ebene naturgemäß geringer. Änderungen von Maßen und Materialien im Bereich der Hürther Leitung lassen auf einen Ausbau und eine Kapazitätserweiterung schließen. Denkbar wäre eine Zuführung aus dem Ölbruch. Im Mittelalter und der frühen Neuzeit wird von mehreren Aktionen berichtet, die Kapazität des Duffesbaches zu erhöhen, diese könnten ältere Fassungen überformt haben. Nach dem Bau der Eifelleitung wurde die Leitung (mit kleinerem Querschnitt) von einer ausgegrabenen Villa rustica (heutige Straße am Römerhof) genutzt. Ein Teilstück der Hürther Leitung wurde an der Rechtsschule/Drususgasse aufgestellt.

## Burbacher Leitung

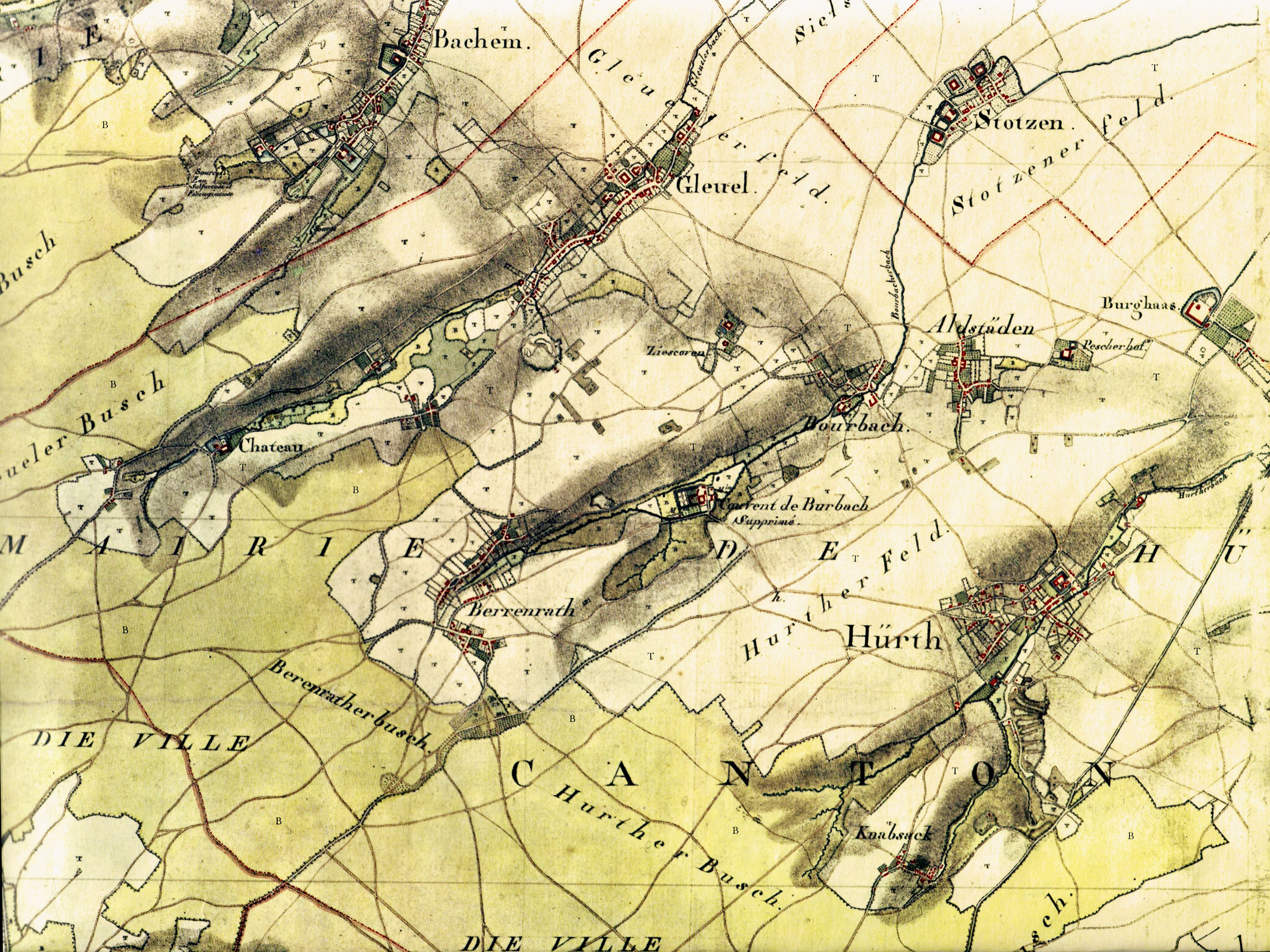
Raum Hürth, Karte von Tranchot 1807/08

Die Burbacher Leitung erschloss die Quellen des Burbacher Bachs, die mit dem alten Ort Berrenrath dem Braunkohleabbau in Hürth zum Opfer fielen. Der erste Fund dieser Leitung wurde bei Alstädten gemacht. Sie hatte dort nur eine Weite von 18 cm und eine Höhe von 12 cm und bestand aus Kieselbeton und war mit Schieferplatten abgedeckt. Sie führte über die ehemaligen Pescher Höfe zum Sammelpunkt.

## Gleueler Leitung
Sie erfasste Quellen bei den Sieben Sprüngen bei der ehemaligen, jetzt abgebaggerten Burg Aldenrath. Die Quellfassungen, die man 1930 ausgrub, bestehen aus einem Schieferplattenboden und durchlässigen Wangen mit Tuffplattenabdeckung, ähnlich wie die am Grünen Pütz der Eifelleitung, die dann in einem Steinkanal weitergeführt wurden. In der Ernst-Reuther-Straße, Nr. 31, wurde ein Teilstück als Bodendenkmal unter Schutz gestellt.  In der Ortsmitte von Gleuel traf sie dann auf die wohl jüngste Zuleitung, die Frechen/Bachemer Leitung.

## Frechen/Bachemer Leitung
Die Leitung ist wohl die jüngste der Vorgebirgsleitungen und kommt von außerhalb des Hürther Stadtgebietes, mag aber doch hier kurz aufgeführt werden. Auch hier fehlen noch eindeutige Grabungsergebnisse. Nach älteren topographischen Karten waren die Quellgebiete westlich und nordwestlich von Bachem und entwässerten natürlich zum Frechener Bach hin.

## Leitung Hürth–Köln
Von der Anlage, die die Vorgebirgsleitungen und später die Eifelleitung aufnahm bei der Burg Hermülheim, ist nichts gefunden worden. Bei Bauarbeiten an der Westecke der Friedrich-Ebert-Realschule in Hermülheim wurde 1959 unmittelbar neben dem Duffesbach ein Teil der Leitung nach Köln angetroffen. Wenig unterhalb hat man 1961 bei der Errichtung des Sportplatzes ein weiteres Teilstück ausgegraben, ergänzt, konserviert und überdacht und so der Allgemeinheit zugänglich gemacht. Bemerkenswert ist dabei, dass man hier zwei Leitungen erkennt. Die untere diente den älteren Leitungen, die mit einem Gefälle von 0,10 % unweit parallel zur Luxemburger Straße nach Köln bis in die Nähe des späteren Neumarktes führte. Die spätere Berrenrather Straße kann wie auch die Kreuzstraße als Wartungsstraße für die wichtige Leitung gedient haben. In der Nähe des späteren Grüngürtels hatte sie noch einen Schlammfang. Bereits vor dem Anschluss der Eifelleitung wurde die Leitung höher gelegt, in dem man bereits ab Burg Hermülheim das Gefälle nur mit 0,10 % nutzte, dadurch erreichte das Wasser in Köln eine höhere Höhe und konnte besser verteilt werden.

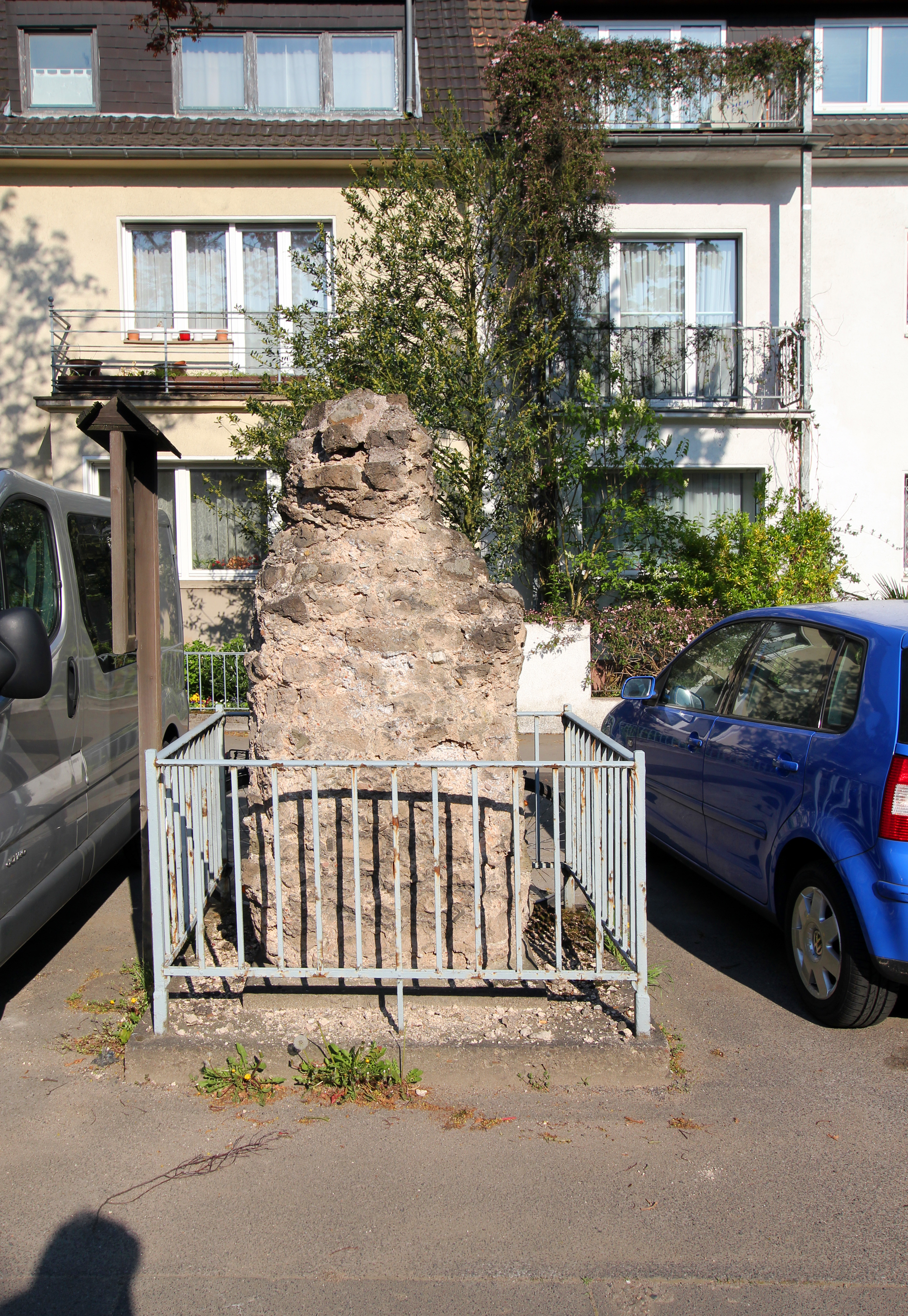
Pfeilerrest der Leitung, Köln, Berrenrather Straße

## Eifelwasserleitung

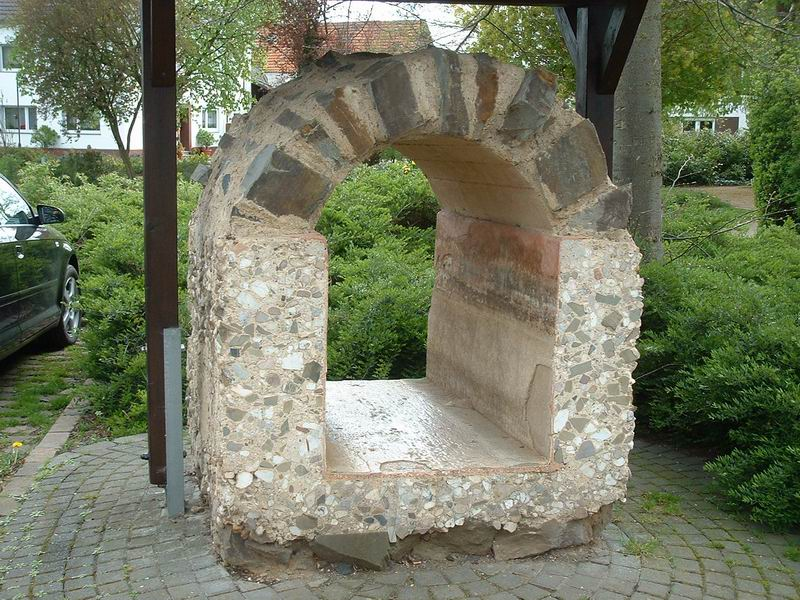
Buschhoven aus Hermülheim stammend

Teile der Eifelwasserleitung konnten auf Hürther Gebiet lokalisiert werden (im Gegensatz zu Brühl, wo diese Teile wohl schon sehr früh ausgebrochen wurden und als Baumaterial Verwendung fanden). So barg man 1989 im Rahmen von Baumaßnahmen im Bereich der ehemaligen Gärten an der Friedrich-Ebert-Straße 10 ein gut erhaltenes Teilstück der Leitung, das in neun Teilstücke zerlegt nun als Anschauungsmaterial bei "Wasserversorgern" aufgestellt wurde, so beim Leichtweiß-Institut der TH Braunschweig, der Trinkwasseraufbereitung an der Wahnbachtalsperre, dem Wasserwerk Am Staad, Düsseldorf, und beim Verwaltungsgebäude der Energieversorgung Mittelrhein. Ein Teilstück im Keller eines Wohnhauses im Bettina von Arnim-Weg (1989) kann (zum Beispiel am Tag des offenen Denkmals) besichtigt werden. Ein weiteres Teil ist unter dem Rathaus in Köln (Praetorium) ausgestellt, eins am LVR-Amt für Bodendenkmalpflege im Rheinland und zuletzt eins in Buschhoven, am Burgweier. Ein weiteres Bodendenkmal konnte an der Kreuzung der Leitung mit der Luxemburger Straße (Baustelle Haus Sachsen) festgestellt werden, ein Teil, das ausgegraben werden musste (etwa 1983), ist am Rathaus aufgestellt. Ein Stück aus der heutigen Severinusstraße steht am Schwimmbad, Sudetenstraße 91. Auch der Aquäduktenmarmor, der sich als Kalksinter in der Leitung gebildet hatte, fand rege Weiterverwendung. In St. Katharina (Alt-Hürth) ist der Standfuß des Taufbeckens aus diesem Material.

## Zweitverwendung
In der Stadt Hürth finden sich Teile der Eifelwasserleitung als Mauerwerk an der Burg Fischenich. In früheren Zeiten auch an der abgebrochenen ersten Hermülheimer Kirche an der Burg sowie an der mittelalterlichen Kirche in Kendenich. Auch bei der Burg Efferen sollen Mauerstücke verwandt worden sein.

## Touristisches
Hürth ist Anlieger am Römerkanal-Wanderweg.